# Волжско-Камский банк
Во́лжско-Ка́мский коммерческий банк — один из крупнейших банков Российской империи. Основан в 1870 году в Санкт-Петербурге.

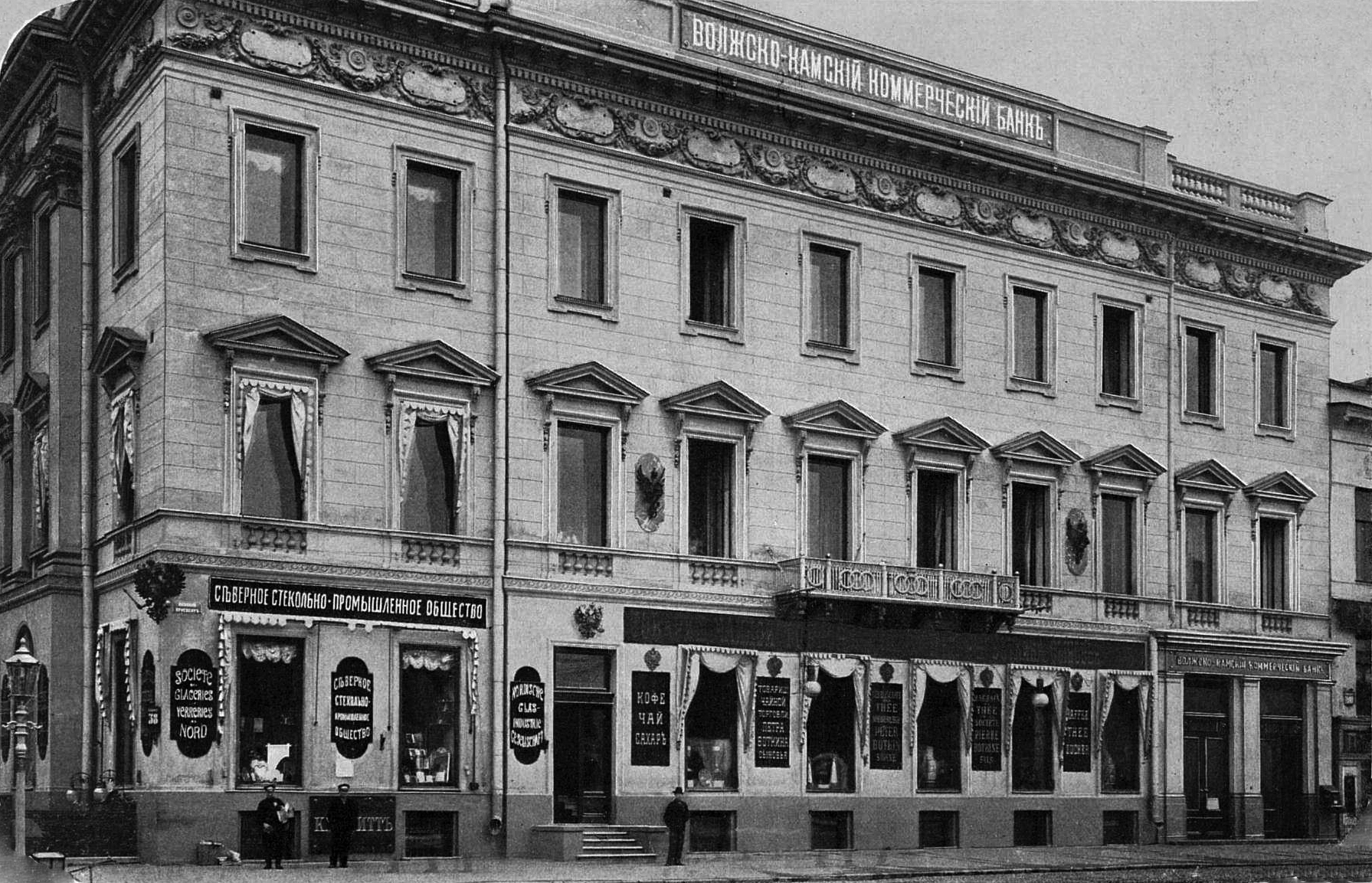
Здание банка в 1900 году (бывший дом Н. А. Строганова)

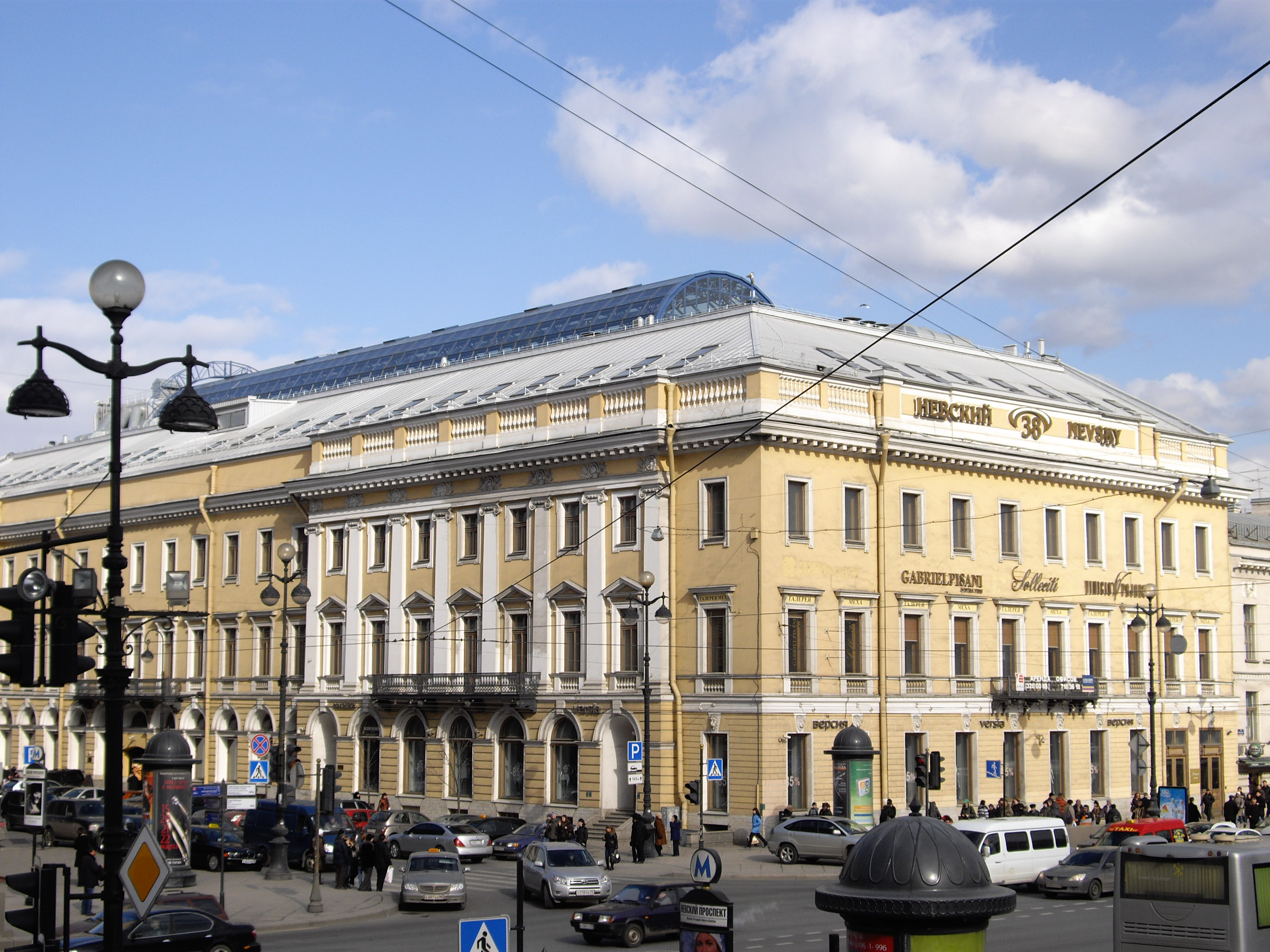
Современный вид здания

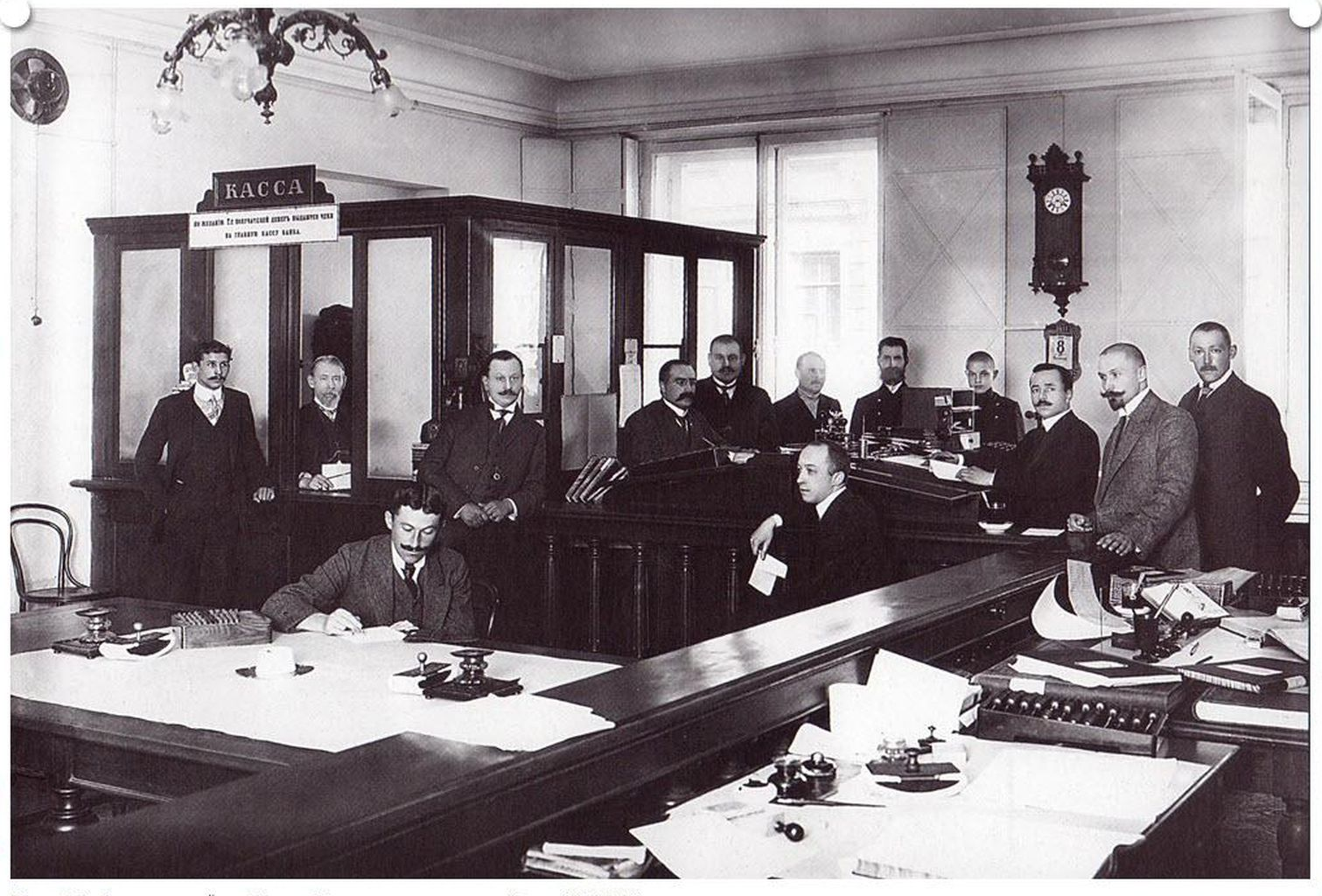
Операционный зал банка, 1911 год

## История
Устав банка был утвержден Александром II 24 февраля [8 марта] 1870 года. Банк являлся акционерным обществом с первоначальным уставным капиталом 6 млн руб. (6 тыс. акций по 1 тыс. руб.).
В § 1 устава были указаны следующие 13 учредителей банка (порядок следования сохранён):
- Милютин, Иван Андреевич — председатель Рыбинского биржевого комитета, череповецкий 1-й гильдии купец.
- Кононов, Иван Алексеевич — потомственный почётный гражданин, 1-й гильдии купец.
- Первушин, Иван Андреевич — потомственный почётный гражданин, 1-й гильдии купец.
- Тарасов, Антон Михайлович — московский 1-й гильдии купец.
- Голяшкин, Александр Николаевич — коллежский советник.
- Лихачёв, Иван Васильевич — полковник.
- Полежаев, Михаил Михайлович — потомственный почётный гражданин, санкт-петербургский 1-й гильдии купец.
- Полежаев, Алексей Михайлович — потомственный почётный гражданин, санкт-петербургский 1-й гильдии купец.
- Варгунин, Иван Алексеевич — потомственный почётный гражданин, санкт-петербургский 1-й гильдии купец.
- Морозов, Тимофей Саввич — председатель Московского биржевого комитета, потомственный почётный гражданин, покровский 1-й гильдии купец.
- Солдатёнков, Кузьма Терентьевич — потомственный почётный гражданин, московский 1-й гильдии купец.
- Пастухов, Николай Александрович — потомственный почётный гражданин.
- Пастухов, Дмитрий Александрович — потомственный почётный гражданин.

Первоначальный капитал банка был распределён между учредителями до утверждения устава.
Правление располагалось в Санкт-Петербурге, с 1881 года — в доме № 38 по Невскому проспекту.
Отделение банка в Москве размещалось на Ильинке (ныне д. 8, стр. 2). Оперируя главным образом привлеченными ресурсами, банк создал сеть отделений (к 1914 году — 60), охватившую коммерческие центры Поволжья и Предуралья — в Самаре (ул. Куйбышева, 92), Нижнем Новгороде (Рождественская ул., 27), Рыбинске (Волжская набережная, 47-49), Симбирске, Перми (Петропавловская ул., 25а; затем — Покровская ул., 32); а также в Киеве, Харькове, Воронеже (ул. Плехановская, 10), Ростове-на-Дону (ул. Б. Садовая, дом № 55), Екатеринбурге (пр. Ленина, 17), Ташкенте, Иркутске, Баку (Горчаковская ул., 6) и др.
В 1890-х годах банк занял лидирующие позиции среди российских коммерческих банков. Главным направлением деятельности являлось кредитование товарооборота внутри страны, с конца 1890-х годов — операции по выпуску и размещению облигационных займов российских железнодорожных компаний.

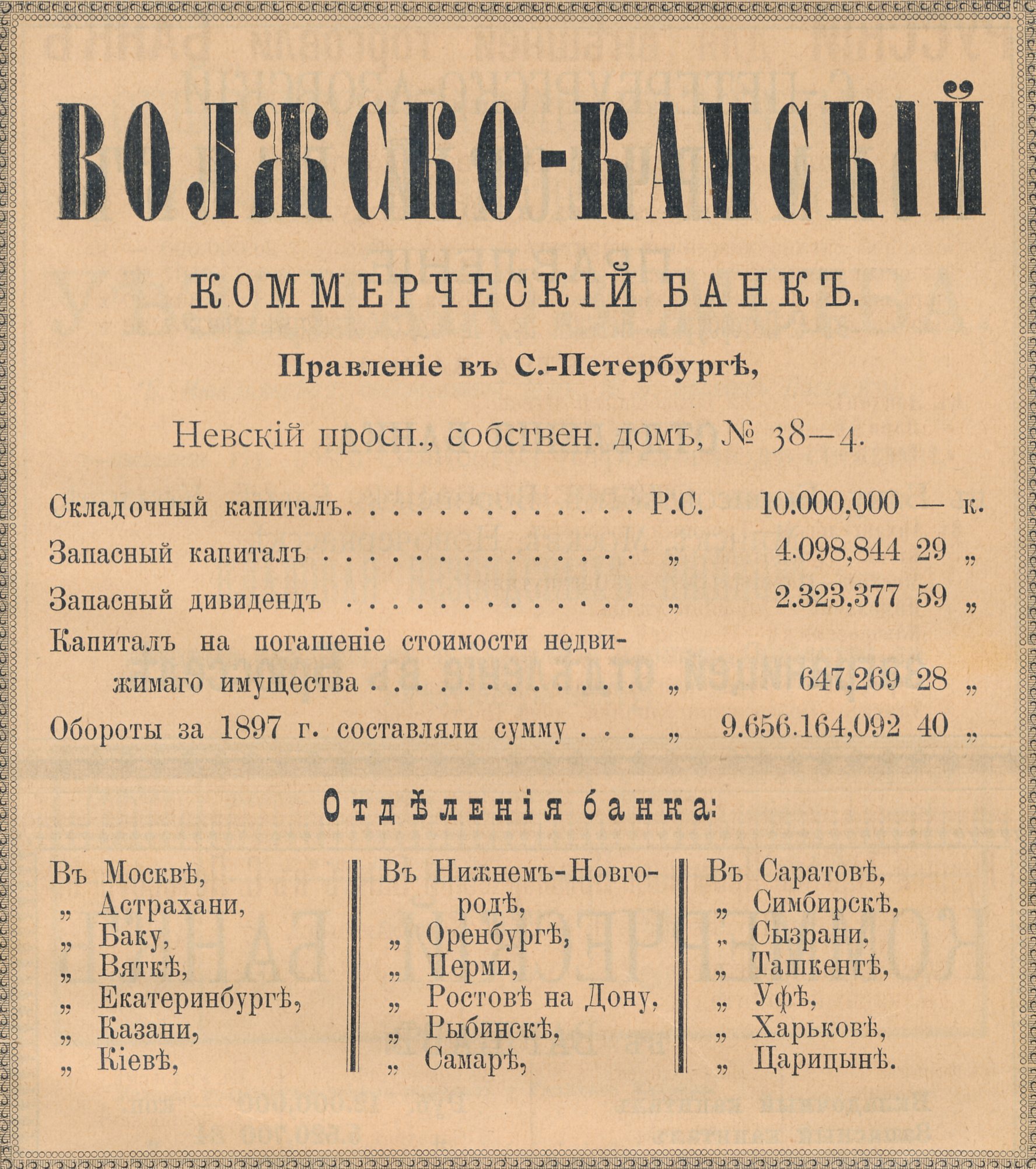
Реклама банка, 1899 год

В 1879—1917 годах фактическим руководителем банка был А. Ф. Мухин (директор, член, затем председатель правления); председателем совета в 1875—1901 годах был Е. И. Ламанский.
В 1907—1911 годах директором-распорядителем банка состоял П. Л. Барк, впоследствии ставший министром финансов.
В 1913 году собственный капитал банка составлял 18 млн рублей, пассивы — 1,58 млрд руб., годовой оборот — 21,8 млрд руб., чистая прибыль — 5,4 млн руб. По данным 1913 года, в правление банка входили: В. В. Виндельбандт (директор), А. Ф. Мухин, Ф. С. Малышев, В. Ф. Соллогуб; в совет — В. В. Прозоров, Д. П. Бахрушин, Э. П. Беннигсен, В. П. Брадке, В. П. Верховский, С. В. Кокарев, Н. А. Костылев, Э. Л. Нобель, В. Н. Печковский, И. К. Поляков, В. А. Поклевский-Козелл, Я. В. Ратьков-Рожнов.
В 1914 году банк занимал 6-е место среди российских банков по объёму операций.

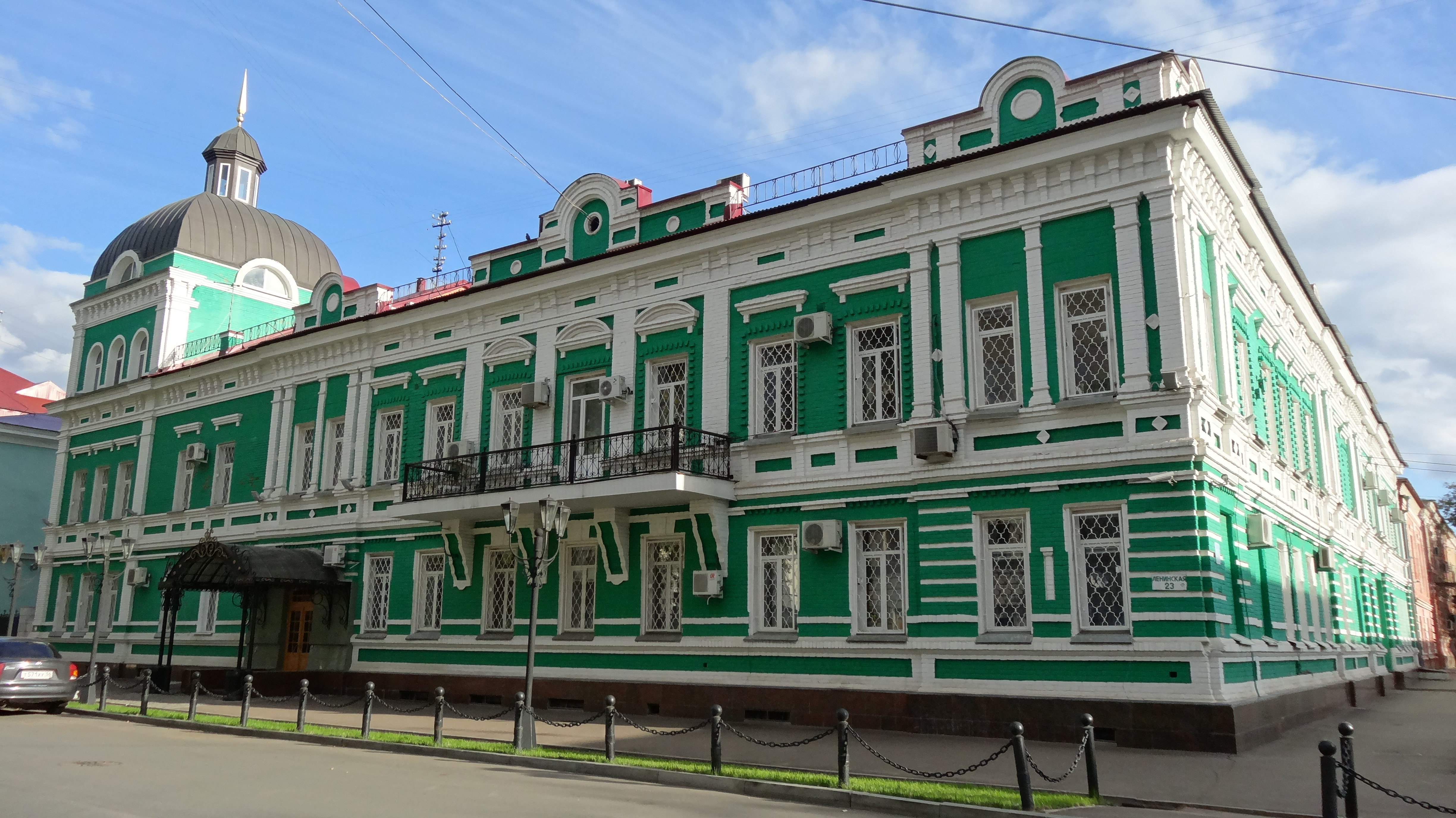
Здание отделения банка в Оренбурге. Ныне в здании — оренбургское отделение Казначейства России

Банк патронировал предприятия нефтяной («Бакинское нефтяное общество») и пищевой промышленности, транспортные компании («Самолёт» и др.), страховые общества («Русский Ллойд» и др.), Владикавказскую железную дорогу.
В Первую мировую войну через концерн Стахеева-Батолина банк, не входивший ранее ни в какие банковские группы, к 1917 году оказался связан с Русско-Азиатским банком. К этому времени акционерный капитал банка составлял 21 млн руб.
Вместе с другими частными банками был ликвидирован (национализирован) присоединением к Государственному
банку Российской Республики декретом ВЦИК от 14 (27) декабря 1917 года. Декретом Совнаркома от 23 января [5 февраля] 1918 года акционерный капитал банка наряду с акционерными капиталами других частных банков был конфискован в пользу Государственного банка Российской Республики.